# Alexandrina Miltcheva
Alexandrina Miltcheva est un mezzo-soprano bulgare.

## Carrière

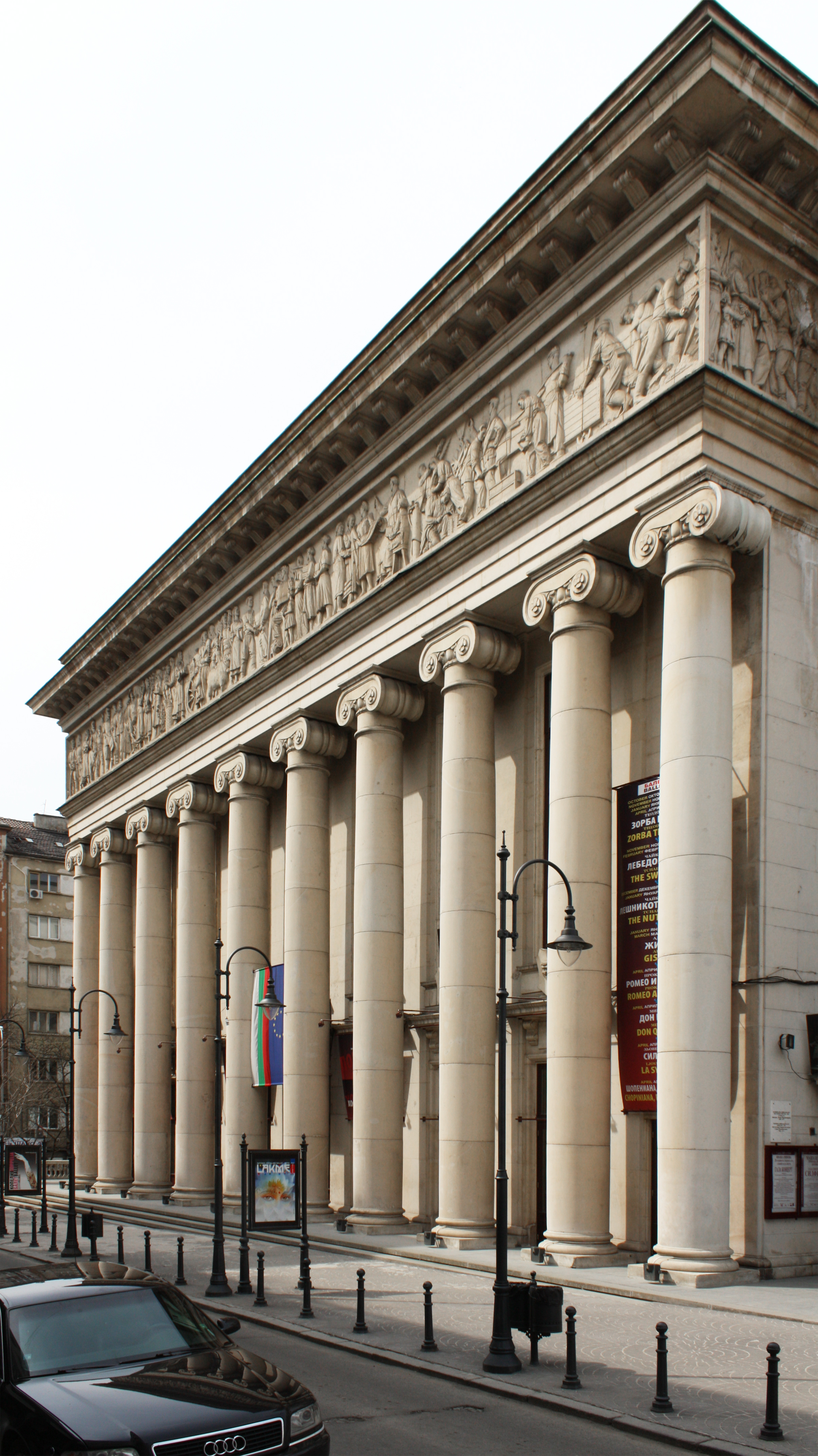
L'Opéra national de Sofia.

Après avoir fait ses débuts à l'Opéra d'État de Varna dans le rôle de Dorabella, dans le Cosi fan tutte de Mozart, elle remporte en 1966 le premier grand prix du Concours international de chant de Toulouse.
Elle fait partie de l'Opéra national de Sofia depuis 1968.
Elle a chanté les grands rôles du répertoire sur de grandes scènes internationales telles que l'Opéra Garnier à Paris, La Scala de Milan, le Théâtre San Carlo de Naples, les arènes de Vérone, ou encore l'Opéra d’État de Bavière. 
Elle interprète les rôles de mezzo-soprano de Verdi, Mozart, Rossini, ainsi que des lieder de Mahler ou d'autres compositeurs, et des chants de Moussorgsky et de Tchaïkovsky, avec des chefs d'orchestre tels que Sir Georg Solti, Herbert von Karajan, ou Riccardo Muti. 
Elle a enregistré de nombreux disques. Elle enseigne le chant et a fondé sa propre école en 1994.